# Björn Strid
Björn Ove Ingemar "Speed" Strid (nacido el 10 de septiembre de 1978) es un músico de Heavy Metal sueco, es el vocalista de la famosa bandas de death metal melódico Soilwork, además de las bandas Terror 2000, Disarmonia Mundi, The Night Flight Orchestra y Coldseed. El también fue vocalista de la banda de Death/Thrash metal Darkane, pero solo en los demos antes de que ingresara Lawrence Mackrory a la banda. En el 2006 apareciò como invitado en el álbum de Mercenary The Hours that Remain, junto con el vocalista de Heaven Shall Burn Marcus Bischoff. 
Strid utiliza un estilo vocal variado, desde una voz gutural rápida y caótica hasta una voz limpia tranquila y melódica.

## Historia
Strid creció en Suecia y recibió el apodo de "Speed" (rápido, acelerado) por sus compañeros de escuela ya que a él le gustaba mucho la "música extrema". Cofundó Soilwork en 1995 bajo el nombre de Inferior Breed que en muy poco tiempo cambiaron a Soilwork después de grabar un demo, la mayoría de las letras fueron y son escritas por Strid.
Björn ha mencionado que tanto Killing Machine y Hell bent For a Leather de Judas Priest son sus álbumes favoritos, pero también, recientemente, ha mencionado que The Number of The Beast de Iron Maiden también lo es.

## Discografía
| Con Soilwork - In Dreams We Fall Into A Eternal Lake (demo) 1997 - Steelbath Suicide - 1998 - The Chainheart Machine - 2000 - A Predator's Portrait - 2001 - Natural Born Chaos - 2002 - Figure Number Five - 2003 - The Early Chapters EP - 2004 - Stabbing the Drama - 2005 - Sworn to a Great Divide - 2007 - The Panic Broadcast - 2010 - The Living Infinite - 2013 - The Ride Majestic - 2015 - Death Resonance (recopilatorio) - 2016 - Verkligheten - 2019 Con Terror 2000 - Slaughterhouse Supremacy - 2000 - Faster Disaster - 2002 - Slaughter in Japan (álbum en vivo) - 2003 - Terror For Sale - 2005 Con Disarmonia Mundi - Fragments of D-Generation - 2004 - Mind Tricks - 2006 - The Isolation Game - 2009 - Cold Inferno - 2015 | Con The Night Flight Orchestra - Internal Affairs - 2012 - Skyline Whispers - 2015 - Amber Galactic - 2017 - Sometimes the World Ain't Enough - 2018 - Aeromantic - 2020 - Aeromantic II - 2021 Con Forces United - Forces United - VI (invitado en el tema 2) (acreditado como "Бьерн "Спид" Стрид") - 2017 - VII (invitado en el tema 9) (acreditado como "Björn "Speed" Strid") - 2018 - Gold (invitado en el tema 7 del disco 2) - 2020 Otros - Omethi - Drown In Sacred Waterfalls - 2018 - I Legion - Beyond Darkness - 2012 - Coldseed - Completion Makes The Tragedy - 2006 - Blinded in Bliss - Constancy - 2012 - Highball Shooters - Demo 2008 |

## Discografía como invitado
Toda la información aquí expuesta se obtuvo de la Encyclopaedia Metallum

### En producciones comerciales
| - Destruction - Inventor of Evil (2005), en la canción "The Alliance of Hellhoundz". - Mercenary - The Hours that Remain (2006) en la canción "Redefine Me". - Nuclear Blast Allstars: Out Of The Dark (2007), en la canción "The Dawn of All". - Demon Hunter - The World Is a Thorn (2010) en la canción "Collapsing". - ReVamp - ReVamp (2010) en la canción "In Sickness 'Till Death Do Us Part: Disdain". - Kamelot - Poetry for the Poisoned (2010) en la canción "The Great Pandemonium" - Shadowside - Inner Monster Out (2011) en la canción "Inner Monster Out" | - Sarah Jezebel Deva - (2012) Malediction EP en la canción "Lies Define Us" - Motionless in White - (2012) Infamous en la canción "Puppets 2 (The Rain)" - I Killed The Prom Queen - (2014) Beloved en la canción "Calvert Street" - Sonic Syndicate - (2014) Sonic Syndicate en la canción "Before You Finally Break" - Eths - (2016) Ankaa, en la canción "HAR1" - Jotnar - Connected/Condemned (tema 4) - 2017 - Xandria - Theater of Dimensions (2017) en la canción "We are murderers" - Tarja Turunen en una versión de la canción "Dead Promises" del álbum "In the Raw" (2019) - Epica - The Alchemy Project (2022) en la canción "Death is not the End" (track 4). |

### En produccionesunderground
| - ACOD - II The Maelstrom (tema 4) - 2015 - Allegaeon - Proponent for Sentience (tema 11) - 2016 - Before Dying - Anger Reduction (EP, tema 6) - 2014 - Bewized - Undead Legacy (tema 6) 2013 - Caelestia - Beneath Abyss (tema 4) - 2015 - Constantine - Aftermath (tema 2) - 2019 - Constructead - Violadead (tema 12) - 2004 - Dark Tone Company - Light to the Flies (tema 5) - 2017 - Dawn of Destiny - To Hell (tema 7) - 2015 - Dormin - To Foreign Skies (tema 7) - 2015 - Divinity - The Immortalist Part Two - Momentum (tema 3) - 2016 - Drops of Heart - В Сиянии Звезд (Starlight) (en el tema "Starlight") - 2017 - Dreamers - "Shenanigans" en la canción "No Place To Hide" - 2011 - Dyecrest - Are You Not Entertained? (todo el álbum)- 2018 - Earthside - A Dream in Static (en el tema "Crater") - 2015 - Elusion - Singularity (todo el álbum) - 2019 - Endast - Thrive (tema 7) - 2014 - Entering Polaris - Godseed (tema 1) - 2018 - Eshtadur - Burning Heart (Sencillo) - 2014 - Exes for Eyes - Tongues Like Figure Eights (tema 2) - 2014 - Fall - Fall (EP, tema 2)- 2012 - Hellgroove - en la canción "Hell's Gates" - 2017 - Howitzer - In Our Name (en el tema "245") - 2010 | - Insight After Doomsday - The way to nihilism (en el tema"Departure") - 2013 - In'Xight - Art of Overload(voz adicional en tema 3) - 2019 - Lavidius - Helisma (voz adicional en tema 10) - 2017 - Liv Sin - Burning Sermons(voz adicional en tema 3) - 2019 - Lost Domain - ...in the Waiting Room of Death (tema 8) - 2018 - Mellevon - Solace (tema 14) - 2014 - Mindshift - Horizon (tema 6) - 2016 - Misteyes - Creeping Time (tema 11) - 2016 - Narcotic Self - Cut the Chord Vocals (tema 3) - 2016 - Nemesis Alpha - Nemesis Alpha (todo el álbum) - 2017 - Nino Helfrich - Hourglass(en los temas 1,4,6,8 ) - 2017 - Noel Husser's Tell Me Who I Am - Noel Husser's Tell Me Who I Am (EP. temas 1, 2) - 2017 - Plaguestorm - Everything's Gone Wrong (EP, en el tema 2) 2015 - Plaguestorm - Mother of Plagues (en el tema 4) - 2019 - Phear - Insanitarium (tema 5) - 2015 - Reduced to Ash - Conceit (todo el álbum) - 2015 - Rifftera - Pitch Black (tema 5) - 2015 - Scarnival - The Art of Suffering (tema 6) - 2015 | - Scarpoint - "Open Your Eyes" (sencillo) - 2010 - Silenmara - Methods (tema 4) - 2015 - Silent Descent - Turn to Grey (tema 3)- 2017 - Society's Plague - Call to the Void (tema 3) 2018 - T.A.N.K - Symbiosis (tema 6) - 2015 - The Absence - A Gift for the Obsessed(tema 9) - 2018 - The Occultation Project - The Dawn Will Whisper (todo el EP) - 2019 - The Polygon - Stained Anger (todo el EP) - 2013 - The Polygon - The Redeemer (Sencillo) - 2017 - Thrown into Exile - Safe Inside (tema 5) - 2016 - Tragedy of Mine - Tenebris (tema 6) - 2018 - Undawn - Justice Is... (tema 9) - 2015 - Wirbelwind - Noble Catastrophe (todo el álbum) - 2019 - Zero Tolerance - Prime Time Mind Surgery (EP, tema 1) - 2006 - Bestiarum - Entropy - 2020 |